# ウーバン (マサチューセッツ州)

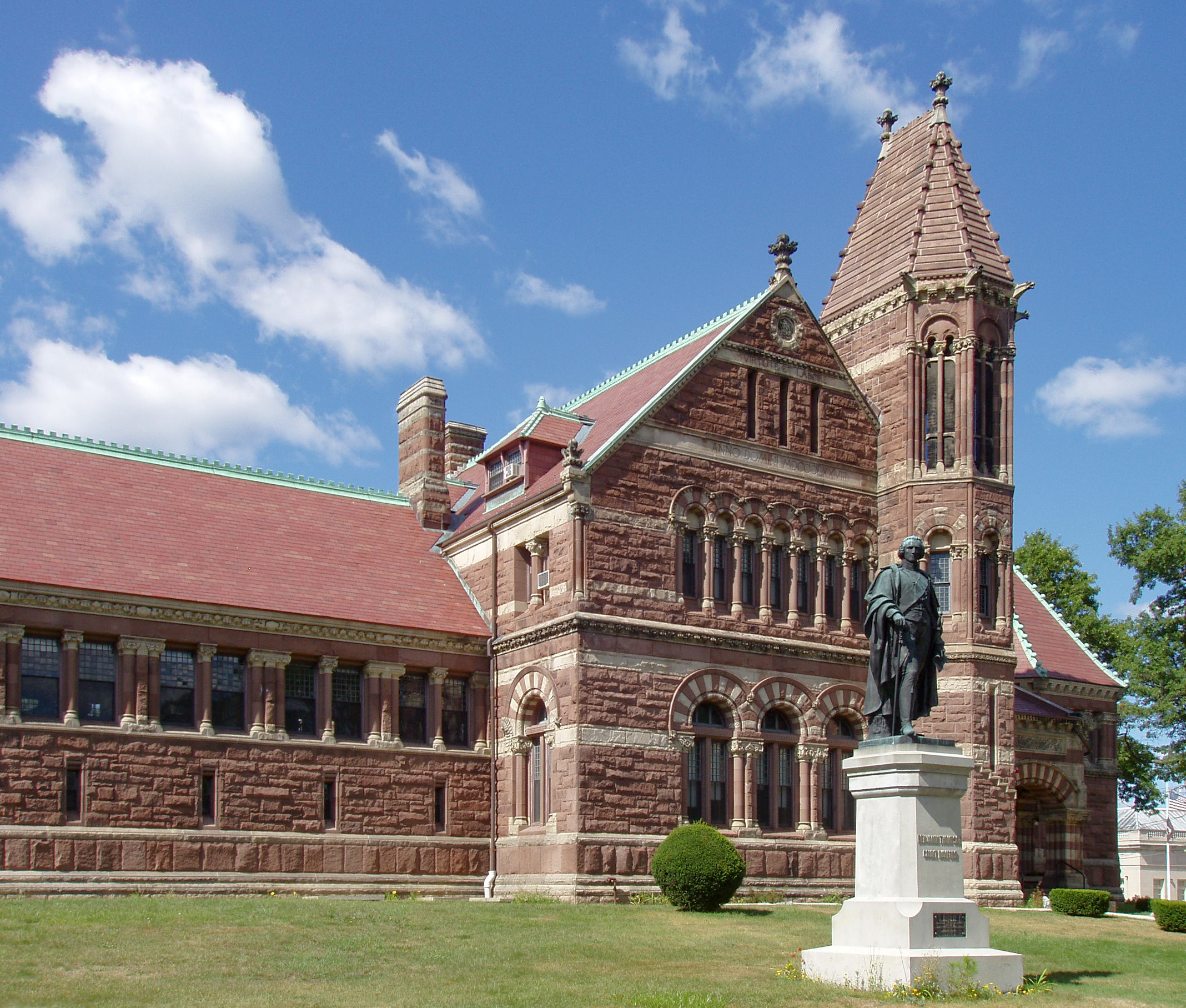
ウーバン図書館の外に立つベンジャミン・トンプソンの彫像、ミュンヘンにある彫像の複製

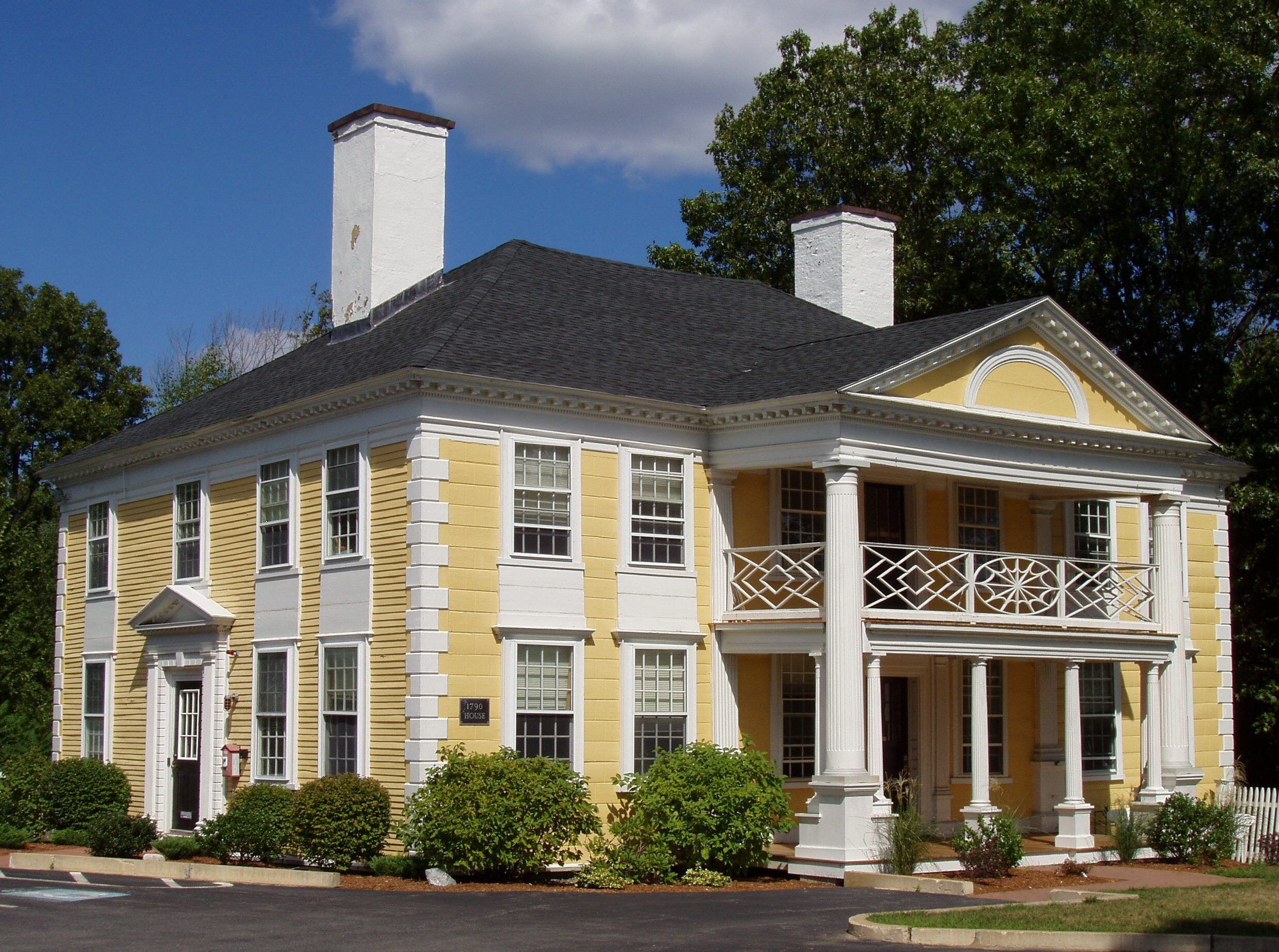
1790年建設の邸宅

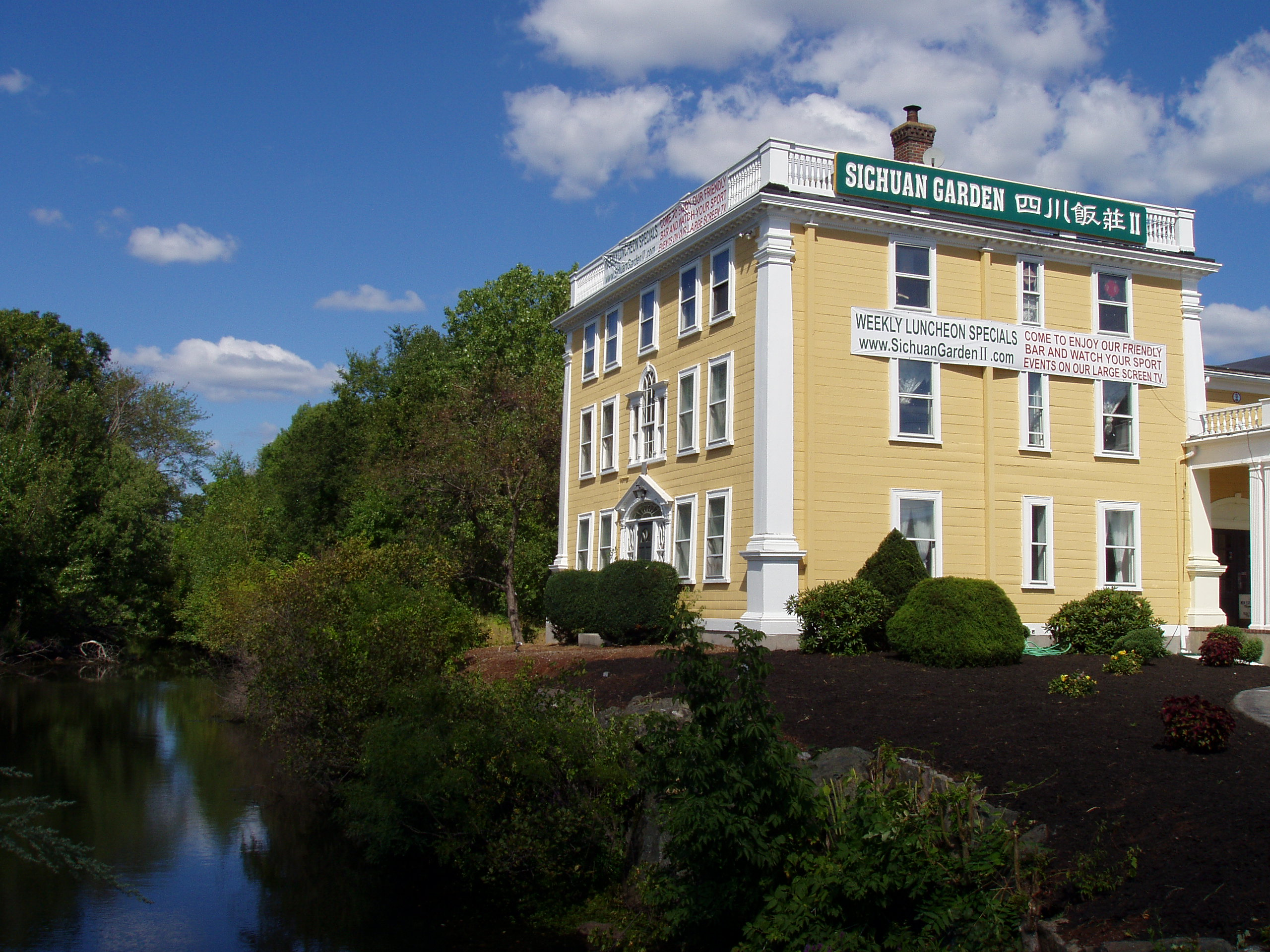
ボールドウィン邸、左はミドルセックス運河

ウーバン（またはウーバーン、英: Woburn、[ˈwuːbərn]）は、アメリカ合衆国マサチューセッツ州のミドルセックス郡にある都市。人口は4万0876人（2020年）。ボストンの北16キロメートル、州間高速道路93号線と州間高速道路95号線のジャンクションの直ぐ南に位置している。

## 歴史
ウーバンは1640年にミスティック川の主要水源であるホーン池近くに入植したのが始まりであり、公式には1642年に法人化された。当時の領域には現在のウーバンの他に、ウィンチェスター、バーリントンの町全体と、ストーナムとウィルミントン各町の一部が含まれていた。1730年にウィルミントンが分離し、1799年にバーリントン、1850年にウィンチェスターが分離した。
町の名はイングランドのベッドフォードシャーにあるワウブン（ /'wəubn/ ）から採られた。1642年11月22日、アメリカでは最初の宗教按手式が行われた。トマス・カーター牧師が、ニューイングランドで最も著名な多くの者達の前で宣誓就任した。その著名人にはボストン第一教会の牧師であるジョン・コットン、ドーチェスター第一教会の牧師であるリチャード・マザー、ウーバンの教会と町の共同設立者であるエドワード・ジョンソン大尉がいた。ジョンソンは「ウーバンの父」と見られている。ジョンソンは初代町事務官を務め、町を代表してマサチューセッツ議会代議員となり、マサチューセッツの最初の地図を作り、植民地の最初の歴史を書いた 。
最初に組織されたタウンミーティングは1644年4月13日に開催され、町の初代役人が選ばれた。町政委員はエドワード・ジョンソン、エドワード・コンバース、ジョン・ムーサル、ウィリアム・ラーニド、エゼキエル・リチャードソン、サミュエル・リチャードソン、ジェイムズ・トンプソンだった。ウィリアム・ラーニドは警官にも選ばれた。マイケル・ベイコン、ラルフ・ヒル、トマス・リチャードソンがハイウエイの測量師に選ばれた。
エドワード・コンバース助祭もウーバン設立者の一人だった。初代の町政委員の一人であり、ウーバンで最初の家屋と最初の製粉所を建設した。町の運営について大変活動的であり、大土地所有者、製粉者、測量師でもあった。
ウーバンの年譜
- 1668年、ガーショム・フラッグの皮なめし場が建設された
- 1803年、ミドルセックス運河が開通した
- 1835年、トンプソンがカミングスビルで皮なめし場を設立した
- 1835年、ボストン・アンド・ローウェル鉄道がウーバンを通って運行を始めた
- 1839年、「ウーバン・センティネル」紙が発刊した
- 1840年、最初の会員制図書館が開館した
- 1867年、電報サービスが始まった
- 1875年、アメリカ最古の銃クラブであるマサチューセッツ・ライフル協会が設立され、1876年にウーバンに移転した
- 1879年、公共図書館が開館した
- 1882年、電話が導入され、1885年には電球が点いた
- 1888年6月12日、ウーバンが市として法人化された
- 1951年、マサチューセッツ州道128号線が開通した
- 1963年、マサチューセッツ州道93号線が町を抜けて開通した
- 1962年、鉄道駅が閉鎖された
- 2010年12月26日、ウーバンの警官ジョン・B・マグワイアが、武装強盗に対応している職務中に殺された[6]

### 地下水汚染
ウーバンは水質汚染事件で注目を浴びた。1870年代中盤から後半、地元社会は、特にウーバン市東部のパイン通り地域で、子供たちの白血病などの病気の発症率が高いことを心配するようになった。1979年、市の井戸GやHで高いレベルの化学品汚染が見つかった後で、町の住人は白血病、癌、および幅広い健康障害の異常に高い発症率が、市の井戸GやHから汲みだされた地下水に含まれる揮発性有機化学物質に曝されていることに関連すると疑うようになった。
1982年、子供が白血病に罹ったあるいは死んだ市民の多くが、W・R・グレイス・アンド・カンパニーとベアトリス・フードの2社に対して訴訟を起こした（アンダーソン対クライオバック事件）。グレイス社の子会社であるクライオバック社とベアトリス社が、ウーバンの井戸GやHに近い彼らの施設からトリクロロエチレン、パークロロエチレンなど工業溶剤を不適切に放出することで地下水を汚染したことが疑われた。
多くの者が不手際な裁判と考えたものに関する議論の多い判決で、ベアトリスは無罪となり、グレイスは800万ドルを払っただけであり、しかもその3分の1は弁護士と法定費用に支払われた。裁判を担当したウォルター・ジェイ・スキナー判事は陪審員を含め多くの者が混乱していると見なした問題に、陪審員が答えるべきだと裁定した。アメリカ合衆国環境保護庁の報告書は後にベアトリスとグレイスに汚染の責任があると判断した。作家ジョナサン・ハーが書いたノンフィクション『シビル・アクション』（民事裁判）が世に出た。1998年、この本を元にジョン・トラボルタとロバート・デュヴァルが主演し、同名の映画が制作された。この映画の大半は隣接するベドフォードとレキシントンで撮影され、ウーバンで撮影されたのは僅かだった。

## 地理
ウーバン市は北緯42度29分4秒 西経71度9分7秒 / 北緯42.48444度 西経71.15194度 (42.484545, -71.152060)に位置している。ウィルミントン町、レディング町、ストーナム町、ウィンチェスター町、レキシントン町、バーリントン町と接している。
アメリカ合衆国国勢調査局に拠れば、市域全面積は12.9平方マイル (33 km2)であり、このうち陸地12.7平方マイル (33 km2)、水域は0.2平方マイル (0.52 km2)で水域率は1.71%である。

### 気候
ウーバンは湿潤大陸性気候であり、ボストンの郊外部の多くの気候と似ている。冬はやや寒いが、五大湖周辺やカナダ南部、さらにはニューイングランド北部ほど厳しくはない。それでも時として「北極風」が吹き、気温は直ぐに氷点下まで落ちる。春は概して45°F (7 ℃) から50°F (10 ℃) と冷涼に始まり、まだ雪が寝ていることもある。しかし、直ぐに暖かくなり、夏が始まる頃には80°F (27 ℃) 近くまで上がる。夏は概して暖かい日から暑い日となり高い湿度を伴うが、アメリカ合衆国中西部や大西洋岸中部ほど、さらにはニューイングランド南部に比べれば凌ぎやすい。気温は80台後半°F (32 ℃) まで上がるが、大西洋低気圧が来れば、気温は60°F (16 ℃) 台を出ないこともある。メキシコ湾からの高気圧は時として暑気をもたらすことがあり、気温は100°F (38 ℃) 近くまで上がるが、これは極めて稀であり、時折あるだけである。秋は概してすがすがしいが、1日の最高気温70°F (21 ℃) 前後、最低気温40°F (4 ℃) 前後で始まる。その後は急速に涼しくなり気温が30台半ば°F (2 ℃) になって冬の気配が出てきたときに、秋が終わる。地域の大半と同様に気温の変化が激しく、ウーバンを訪れるとすれば服装に気を使う必要がある。

## 人口動態
以下は2000年国勢調査による人口統計データである。
| 基礎データ - 人口: 37,258 人 - 世帯数: 14,997 世帯 - 家族数: 9,658 家族 - 人口密度: 1,135.4人/km2（2,939.6 人/mi2） - 住居数: 15,391 軒 - 住居密度: 469.0軒/km2（1,214.3 軒/mi2） 人種別人口構成 - 白人: 90.57% - アフリカン・アメリカン: 1.87% - ネイティブ・アメリカン: 0.10% - アジア人: 4.85% - 太平洋諸島系: 0.05% - その他の人種: 1.44% - 混血: 1.13% - ヒスパニック・ラテン系: 3.09% 年齢別人口構成 - 18歳未満: 21.1% - 18-24歳: 6.9% - 25-44歳: 34.9% - 45-64歳: 21.8% - 65歳以上: 15.4% - 年齢の中央値: 38歳 - 性比（女性100人あたり男性の人口） - 総人口: 95.6 - 18歳以上: 93.1 | 世帯と家族（対世帯数） - 18歳未満の子供がいる: 26.8% - 結婚・同居している夫婦: 49.5% - 未婚・離婚・死別女性が世帯主: 10.9% - 非家族世帯: 35.6% - 単身世帯: 28.7% - 65歳以上の老人1人暮らし: 10.1% - 平均構成人数 - 世帯: 2.47人 - 家族: 3.09人 収入と家計 - 収入の中央値 - 世帯: 54,897米ドル - 家族: 66,364米ドル - 性別 - 男性: 45,210米ドル - 女性: 33,239米ドル - 人口1人あたり収入: 26,207米ドル - 貧困線以下 - 対人口: 6.1% - 対家族数: 4.5% - 18歳未満: 7.9% - 65歳以上: 5.4% |

## 経済

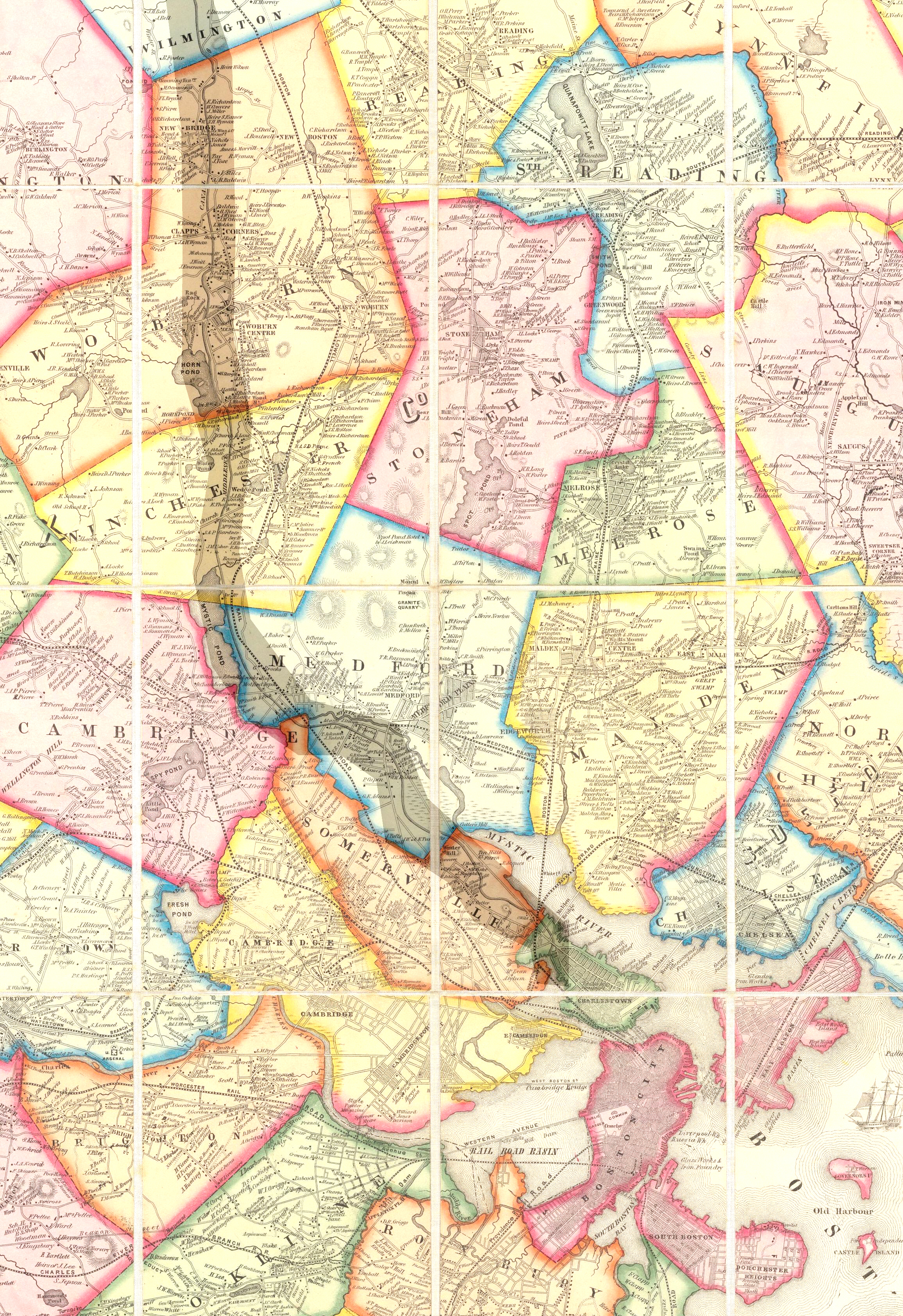
1852年のボストン周辺図、ウーバンとミドルセックス運河が見られる

「ウーバン事業協会」はウーバンにある会社で構成される会員制組織である。他の町にある企業でも入会できるが、ウーバンで事業を行う必要がある。この組織の目的はウーバン市での事業を促進し利益を守ることであり、企業社会にネットワークサービスを提供している。
ウーバン事業協会の役員会は毎月開催され、協会のために政策を作り、指示を与えている。執行委員会も定期的に、通常は「必要に応じた」時期に開催され、重要問題を審査し、政策について役員会に進言する。協会は会員とウーバン地域社会の代表の委員会を通じて作業を行う。会員はこれら委員会への参加を奨励されている。
「ウーバン再開発公社」は1961年にウーバン市が設立した都市再開発のための独立自営組織であり、マサチューセッツ州法121Bに従っている。この公社は5人の委員で運営され、その内4人は市長が指名し、最後の1人は州知事が指名する。公社は、2000年7月に執行された市との合意に従い、市の地域社会開発機関として機能している。

## 教育
ウーバンの公立小学校は8校、中学校は2校ある。
近年ウーバン記念高校の他、小学校3校が建て直された。新しいウーバン記念高校にはATM機が備わり、照明は自動スイッチ、教室にはプロジェクターがある。
カトリック系のセントチャールズ学校は幼稚園前から8年生を教えており、隣接するセントチャールズ教区に属する。

## 交通

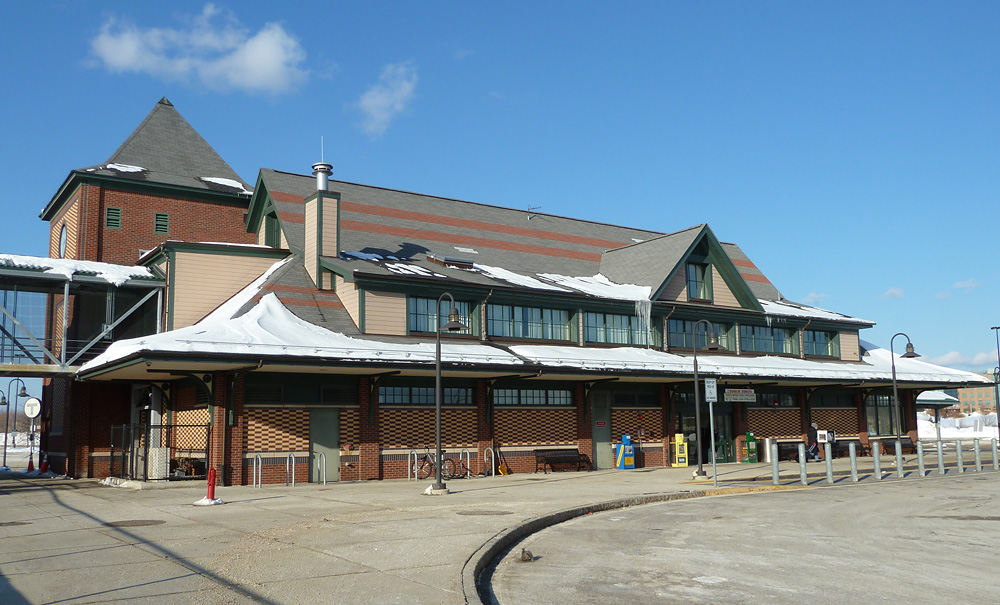
ウーバン駅（アンダーソン地域交通センター）

### 鉄道
アムトラックおよびマサチューセッツ湾交通局通勤線のヘイブリル線、ローウェル線のウーバン駅はアトランティック・アヴニュー100にある。
アムトラックのブランズウィックとボストン間の昼行中距離列車ダウンイースター号が1日5往復停車する。アンダーソン地域交通センターは地域交通の中心であり、ジェネラル・エドワード・ローレンス・ローガン国際空港やマンチェスター・ボストン地域空港行きへのバス便も出ている。
マサチューセッツ湾交通局通勤線の一路線であるローウェル線のミシャワム駅も市内にある。現在はラッシュ時間帯のみに利用が限られている。

### バス
マサチューセッツ湾交通局のバスも、メインストリート、モントベール・アベニュー、レキシントン通り、ケンブリッジ道路など市内主要道路で定期便を走らせている。北のバーリントンやウィルミントン、南のボストンに行く路線もある。

## 著名な出身者
- エリック・ボゴシアン、俳優、劇作家、小説家
- チャールズ・グッドイヤー、ゴムの加硫法の発明家
- ナンシー・ケリガン、フィギュアスケート選手
- ベンジャミン・トンプソン、ラムフォード伯爵、科学者、発明家
- ライル・R・ウィーラー、美術監督、映画『風と共に去りぬ』などでアカデミー美術賞を5度受賞

## 見どころ
- 1790年の邸宅
- ボールドウィン邸
- ベンジャミン・トンプソン邸
- ウィン記念図書館
- ウーバン記念高校
- 郵便局、国家歴史登録財、古典復古調建築

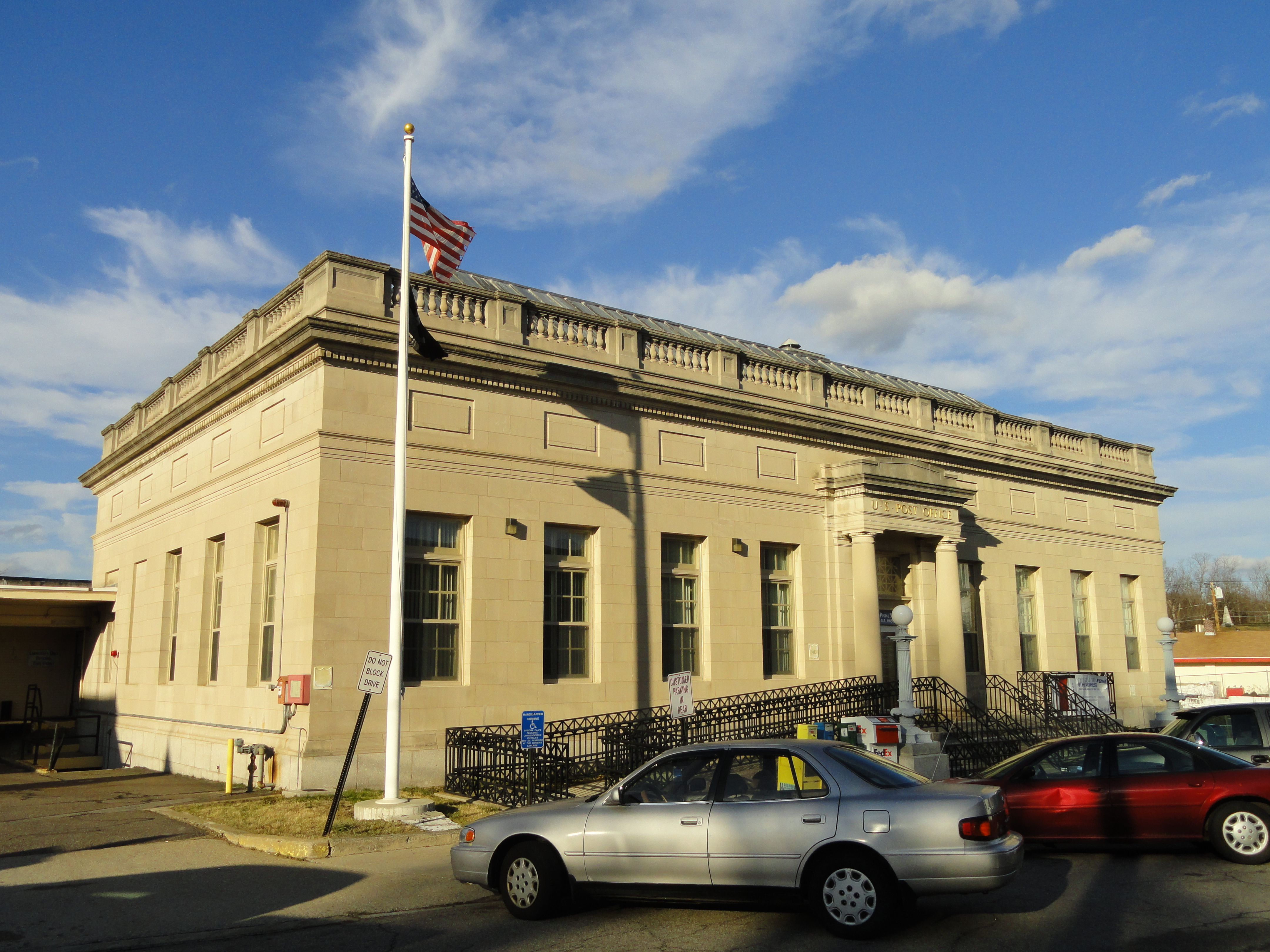
郵便局

- 第一会衆派教会、1860年建設、1642年に結成された会派に属する